# 范増
范 増（はん ぞう、拼音: Fàn Zēng、紀元前277年 - 紀元前204年）は、秦末期の楚の参謀。居巣（現在の安徽省合肥市巣湖市）の人。『史記』によると項羽からは亜父（あふ、あほ、父に亜ぐの意）と呼ばれ敬愛されたが、劉邦側からの権謀術数により、最終的には項羽から離れて死んだ。

## 略歴
誰にも仕えずに暮らしていた。また、奇策を立てることを好んだ。 二世元年（紀元前209年）、陳勝・呉広の乱がおき、項梁が会稽で挙兵していた。
二世二年（紀元前208年）、陳勝は秦との戦いで戦死する。項梁は陳勝の行方不明後に楚王を名乗った景駒と景駒を擁立した秦嘉を「無道である」として、彭城に侵攻して打ち破る。秦嘉は戦死し、景駒は逃亡した。同年4月、項梁は秦との戦闘を行い、途上で陳勝の死を聞いて、薛に諸将を集めて今後の事を図った。当時既に70歳になっていた范増であったが、彼の元を訪れると「陳勝の敗北は当然のことです。秦が六国（魏・趙・韓・斉・楚・燕）を滅ぼした時、楚は最も罪が無かったのに、懐王は秦に入ったら帰してもらうことはありませんでした。楚の人は今でもこのことを憐れんでいます。だから、楚の南公 も『たとえ楚が三戸になろうとも、秦を滅ぼすのは必ず楚であろう』と言ったのです。陳勝は初めに決起しましたが、楚王の子孫を立てずに、自ら王となったため、勢いは長続きしませんでした。あなた（項梁）は江東で決起しています。楚で蜂起した将たちが争ってあなたに就くのは、あなたの家柄が代々の楚の将軍であるから、楚王の子孫を王に立てるであろうと考えているからです」と進言、決起を促す。項梁はこれを採用して羋心（後の義帝）を探し出し、同年6月、祖父と同じ懐王を名乗らせて擁立した。
同年9月、項梁が秦の章邯軍によって戦死する。懐王羋心は彭城に都を移した。
同年後9月、懐王羋心は、宋義を上将軍とし、項羽を次将とし、范増を末将に任じられ、秦に攻められている趙の救援に向かう楚軍を率いた。その他の諸将は宋義に属した。
また、沛公劉邦は別働隊を率いて関中入りを目指した。この時、懐王より「最初に関中に入った者を関中王とする」との約束が交わされた。
二世三年（紀元前207年）11月、項羽は途中で宋義と対立し、これを斬って軍の指揮権を掌握し、章邯軍を打ち破って関中へ向かう。
漢元年（紀元前206年）10月、咸陽にいた秦王子嬰は、関中にまで進軍していた劉邦に降伏していた。
同年12月、劉邦は函谷関を封じて項羽に抵抗し、項羽は函谷関を打ち破り、関中に侵入した。また、劉邦の左司馬である曹無傷から、「劉邦が関中王になろうとしている」と注進が行われていた。項羽は、新豊の鴻門に軍を置き、劉邦と戦闘を行うことを決意した。
この時、劉邦が咸陽で略奪などを行わなかったことが喧伝されており、このとき范増は、「沛公（劉邦）が山東にいる時は、財貨と美女を好んでいました。ところが関中に入ったら、財を奪うことも女性を寵愛することもしなかったのです。これは劉邦の志が小さいものでない証です。私が（気を占うことできる）人に劉邦の気を見せたところ、その気は龍や虎となり五色のあやとなっています。これは天子の気です。すぐに攻撃すべきです。機会を逃してはいけません」、劉邦を殺すよう項羽に進言した。項羽も最初は激怒して劉邦を殺そうとしていたが、叔父の項伯のとりなしにより、劉邦と面談することにした。有名な「鴻門の会」である。
この会の途中で、范増は幾度も項羽らに劉邦暗殺を行うように示唆したが、項羽が決断できず、項荘を使って劉邦の暗殺を図る。しかし、張良や項伯や樊噲などに妨げられ、結局劉邦を生きて帰らせてしまう。会の後で、范増は暗殺すべき劉邦をむざむざ生かした項羽の判断を悔しがり「豎子、ともに謀るに足らず！」（小僧とは一緒に謀を行うことができない！）と叫び、劉邦から贈られた玉斗を地面に置いて、剣を抜いて突き壊してしまった（豎子とは項羽を指す）。
同年1月、項羽が秦を滅亡させて諸将を封建する際には、「劉邦は危険だ」と考えて、秦では流された人が住む地であり、道が険しい巴・蜀の地へ追いやった（これが左遷の故事となる）。しかし劉邦は、配下の張良から項伯に手厚い贈り物を渡し、関中の代わりに漢中をもらえるように（項羽に進言することを）要請する。項羽はこれを許したため、劉邦は漢中の地を手に入れてしまう。
同年8月、劉邦は韓信を得ると関中へ攻め入って章邯らを滅ぼし、楚漢戦争が激化。范増も項羽を支え続けた。
漢三年（紀元前204年）、項羽は滎陽と敖倉をつなぐ甬道を攻撃し、漢軍は兵糧が乏しくなって講和を項羽に求めてきた。項羽は同意しようとしたが、范増は「漢を相手どるのに全く容易い状況です。今、許して滅ぼさねば、後で必ず後悔しましょう」と進言する。項羽は同意して、范増とともに劉邦の籠る滎陽を囲み、滎陽の包囲戦（滎陽の戦い）を行う。
劉邦の配下の陳平は、「楚を乱せる可能性はあります。項羽の硬骨の臣は、亜父（范増）・鍾離眜・龍且・周殷といった数人に過ぎません。大王（劉邦）が数万斤の金をだしてくだされば、反間の計を行い、項羽の君臣の間に疑心を起こさせましょう。項王（項羽）の人柄は疑い深く、讒言を信じるでしょう。必ず内部で責めあうでしょう。その時、漢軍が兵をあげて楚軍を攻めれば、必ず勝てるでしょう」と進言する。劉邦は陳平の進言を受け入れ、4万斤の金を与えて離間計に仕掛けた。陳平は、間者を楚軍に放ち、「鍾離眜たち諸将は項王の将となって功績が多いのに、土地を与えられて王になることはできないだろう。だから漢に与して項氏を滅して王となろうとしているのだ」と流言を起こさせた。項羽は鍾離眜らを疑いだした。
項羽の疑いが深まるところに、項羽の使者が滎陽を訪れた時、豪華な食事が出されたが、劉邦はいつわって驚いてみせ「私は亜父（范増）の使者だと思ったのに、項王（項羽）の使者だったのか」と語り、食事を持ち去り、使者に粗末な食事を食べさせた。使者はこのことを項羽に報告すると、項羽は范増が漢と内通していることを疑った。
范増は、滎陽を急激に攻めて陥落させようとして、項羽に進言するが、項羽は同意しなかった。項羽は次第に范増の権限を奪っていった。范増は項羽に疑われていることを聞くと激怒し、「天下の事は大いに定まりました。君王みずからおやりになればいいでしょう！骸骨を賜りたい（「辞職することを許して欲しい」の意味。「骸骨を乞う」の語源）。私は無官へと還ります！」と叫び職を辞した。項羽は范増の辞職を許諾した。
范増は彭城へと向かったが、その途中で背中に膿が溜まる病気にかかり死んでしまった。裴駰の『史記集解』の引用する『皇覧』によると、「范増の墓は、（『皇覧』が書かれた当時の）廬江郡巣県の城郭の東にある。居巣（范増の故郷）の県の役所には范増の井戸があり、官吏も民も居巣の役所において范増を祭る。県の長官がはじめて政務にあたる時は、皆、范増を祭った後に政務にあたった。後にさらに城郭の東に祠が造られ、今に至るまで祀（まつ）られている」と記されている。

## 死後と評価
范増の死後に項羽は滎陽を攻めて落としたものの、劉邦には逃げられてしまう。
最終的に項羽は、范増の死から2年後の漢5年（紀元前202年）に垓下の戦いで大敗して、烏江で自害することになった。
范増は、項羽に亜父と呼ばれ敬愛されたが、最後は離れることになる。范増の進言を聞かなかった項羽は劉邦によって身を滅ぼすこととなり、范増の危惧は的中した。
劉邦は皇帝就任時、「自分は張良・蕭何・韓信を使いこなせたが、項羽は范増ひとりすら上手く使いこなせなかった。これが項羽の滅亡した原因である」と語った。
この一方で、佐竹靖彦は、著書『項羽』において、「たしかに、かれ（范増）は硬骨漢であり、信頼に値する人間であった。肉親さえ信じられない楚の陣営のなかで、かれは項羽が心から信頼することのできる人物として、重要な役割を果たしていた。しかし、かれに本当に軍師としての才能があったか否かはかならずしも明らかではない。『史記』のなかで、あるいは『史記』がもとづいた『楚漢春秋』のなかで、范増はつねに第一級の軍師としてあつかわれているが、実際に史料について見ると、今回の事件（滎陽の戦いにおける范増の辞任に至る事件）を除けば、かれが重要な建言をしたのは項梁に対して楚の懐王を擁立するように勧めたことだけである。（中略）この件を除くと、范増はつねに「劉邦はやがて天子になることが定められている人間であるから、いまやっつけなければ、あとで後悔することになります」という言葉を繰り返すだけの木偶の坊として描かれている。すなわち『史記』あるいは『楚漢春秋』のなかでは、かれはたんに劉邦王朝の出現が天命による必然であるとする預言者としてあつかわれているのである」と評している。

## 范増を題材とした作品
- 楚漢名臣列伝（小説、宮城谷昌光、文藝春秋）